# 革命共产党 (丹麦)
革命共产党（丹麥語：Revolutionært Kommunistisk Parti）是丹麦的一个托洛茨基主义政党。2001年，社会主义立场成立。2014年，改名为革命社会主义者；在此之前，该组织一半的成员另立“社会主义者”组织，并加入团结名单—红绿联盟，作为后者内部的一个协会存在。2024年10月4日—6日，改组为革命共产党。2025年3月21日—23日，该党召开第一次代表大会；此时，该党有近300名成员。
该党以马克思、恩格斯、列宁、托洛茨基和泰德·格兰特的政治思想为指导。该党实行集体领导。该党的总部位于哥本哈根。该党出版刊物《革命》。该党是革命共产国际的支部。